# René Ressejac-Duparc
René Ressejac-Duparc (Suresnes, 28 settembre 1880 – Pornic, 19 aprile 1941) è stato un calciatore francese.
In carriera giocò nel Racing Club de Paris. Fu tra i 13 calciatori che rappresentarono la Francia nel torneo di calcio dell'Olimpiade 1900 di Parigi. In quell'occasione vinse la medaglia d'argento.

## Palmarès
| Anno | Manifestazione | Sede   | Evento | Risultato | Note |
| ---- | -------------- | ------ | ------ | --------- | ---- |
| 1900 | Olimpiadi      | Parigi | Calcio | Argento   |      |